# Roy Hodgson
Roy Hodgson (* 9. srpna 1947 Croydon) je anglický fotbalový trenér a bývalý fotbalista.
Hodgson vedl šestnáct různých týmů v osmi zemích, počínaje v Švédsku s Halmstad BK v sezóně 1976. Později dovedl švýcarský národní tým do osmifinále Mistrovství světa 1994 v USA a vedl tým také v kvalifikaci na EURO 1996 v Anglii; tyto dva turnaje byly pro Švýcary první účastí na velkých akcích od šedesátých let dvacátého století. Od roku 2006 do roku 2007 vedl finský národní tým, který v tomto období dosáhl nejvyššího postavení v žebříčku FIFA vůbec - 33. místa a téměř se kvalifikoval na svůj první velký turnaj v historii.
Hodgson sloužil několikrát jako člen technické studijní skupiny UEFA na Mistrovstvích Evropy a byl rovněž členem technické studijní skupiny FIFA na Mistrovství světa 2006 v Německu. Hodgson mluví pěti jazyky a pracoval jako televizní komentátor v několika zemích, v nichž trénoval.
1. května 2012 byl Hodgson jmenován trenérem anglického národního týmu a funkce se ujal 14. května 2012. Rezignoval 27. června 2016 po porážce Anglie v osmifinále EURA 2016 s Islandem.

19. února 2024 Hogson oznámil na oficiálních stránkách Crystal Palace, že se rozhodl rezignovat z pozice trenéra týmu. Krátce po jeho jubilejním 200. zápase na lavičce ,,Orlů" (prohra s Chelsea 1-3).

## Úspěchy

### Trenérské
Halmstads BK
- Allsvenskan (2): 1976, 1979

Örebro SK
- Divize 2 Sever (1): 1984

Malmö FF
- Allsvenskan (5): 1985, 1986, 1987, 1988, 1989
- Svenska Cupen (2): 1985-86, 1988-89

Inter Milán
- Pohár UEFA - finále (1): 1997

Kodaň
- Dánská Superliga (1): 2000-01
- Dánský Superpohár (1): 2001

Fulham
- UEFA Europa League finalista (1): 2010

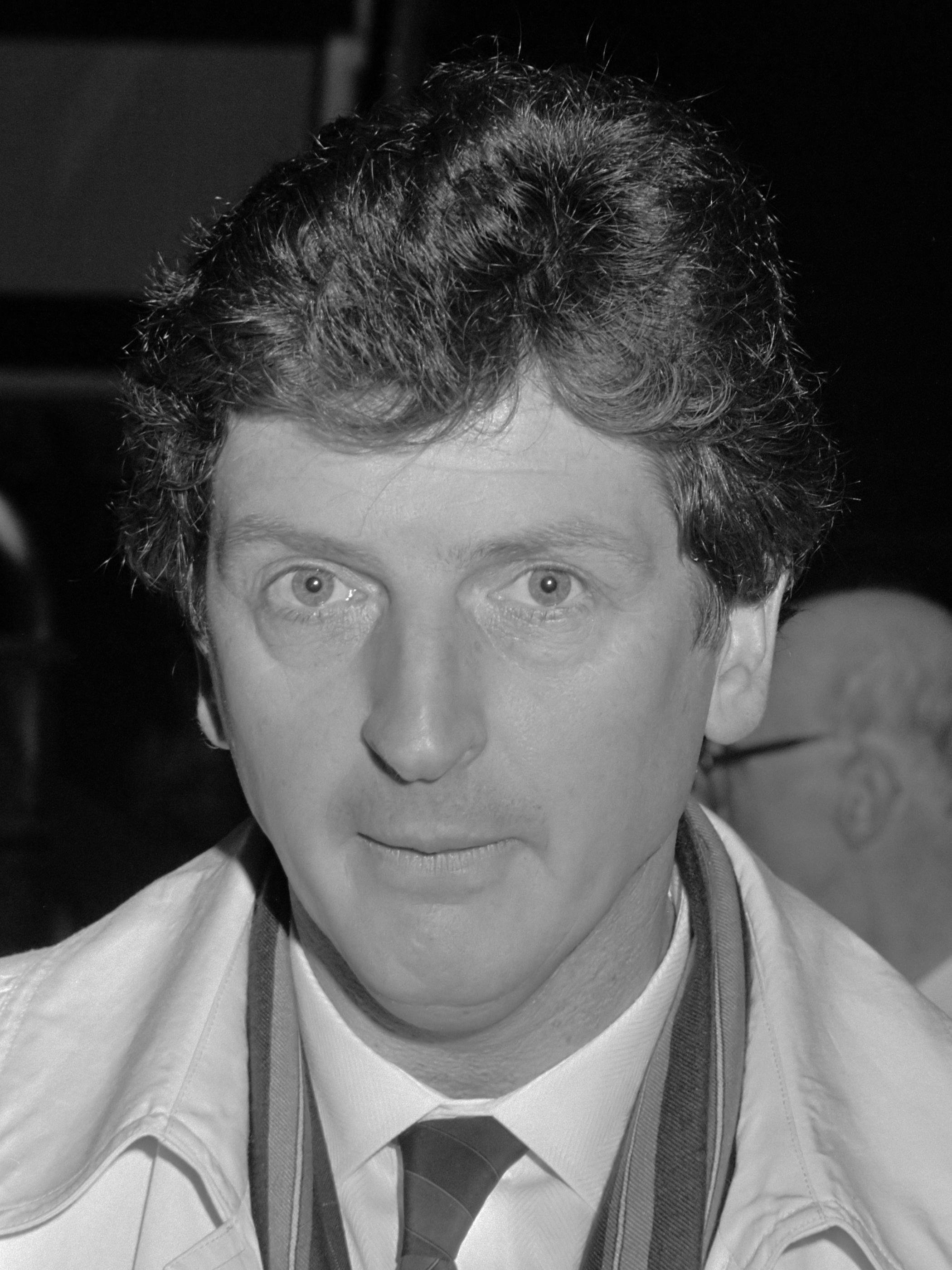
Roy Hodgson (1987)

### Individuální ocenění
- LMA Manager Roku (1): 2010
- Rytíř, první třída Řádu finského lva: 2012[5]

Hodgson obdržel čestný doktorát od University of York 22. ledna 2016.